# Charadra oligarchia
Charadra oligarchia là một loài bướm đêm thuộc họ Noctuidae. Nó là loài duy nhất được tìm thấy ở Guerrero Mill in the State của Hidalgo in México, ở đó nó was có ở 9000 foot elevation.
Chúng có thể sinh sống ở rừng sồi khô và khu vực cao hơn.